# Kalanchoe daigremontiana
Kalanchoe daigremontiana (Raym.-Hamet & H.Perrier, 1914), chiamata comunemente "madre di migliaia" o "madre di milioni", in riferimento alle sue incredibili capacità di propagazione. È una pianta succulenta appartenente alla famiglia delle Crassulaceae, endemica del sud-est del Madagascar, dove cresce sulle pendici del monte Androhibolava.

## Descrizione
È una pianta molto robusta, con un portamento eretto, fusto semplice o poco ramificato, alto fino ad un metro. Le foglie, lunghe fino a 20 centimetri, leggermente dentate ai margini, presentano la pagina superiore verde lucente o bronzata, mentre quella inferiore verde grigiastra maculata irregolarmente di verde scuro, marrone. Sui bordi delle foglie tra un dente e l'altro, nascono dei propaguli avventizi che cadendo al suolo danno origine a nuove piantine che radicano immediatamente. I fiori, di color porpora pesca, tubolari e lunghi fino a 2 centimetri, fioriscono verso la fine dell'inverno nelle piante adulte.

## Propagazione
Questa pianta, riesce a riprodursi asessualmente in modo eccezionale grazie alla gran quantità di propaguli disposti in fila lungo i margini fogliari. I propaguli si generano facilmente anche su foglie di piccole dimensioni; possono sviluppare radici avventizie quando ancora connesse alla pianta madre, una volta dispersi sono in grado di resistere settimane sotto il sole cocente prima di iniziare ad attecchire. Sebbene i propaguli abbiano un aspetto simile a delle plantule dicotiledoni, non si tratta di veri germogli poiché sono dei cloni della pianta originale, e non derivano da semi prodotti tramite riproduzione sessuale. 

## Coltivazione
Questa Kalanchoe è molto diffusa a scopo ornamentale, facilissima da coltivare, le condizioni ottimali sono: un'esposizione in piena luce solare su un substrato fertile ma ben drenato, cresce (non a stento) anche in assenza di substrato se situata in ambiente umido e con esposizione indiretta al sole. Può trarre giovamento da annaffiature abbondanti nelle stagioni calde, durante i mesi più freddi rischia di marcire velocemente in caso di ristagni. Come molte succulente, se lasciate all'asciutto (al sicuro da attacchi fungini), e al riparo dalla grandine e gelate, riescono a sopportare piuttosto bene le basse temperature, questo è il risultato di un adattamento ad ambienti aridi con forti escursioni termiche giorno-notte, il problema principale che il freddo causa alle piante è la difficoltà nell'assorbimento dei liquidi, sfida che le succulente sono in grado di aggirare facilmente con le loro riserve.  Essendo una pianta brevidiurna, come molte specie tropicali, coltivata in appartamento fiorisce solo se posta in un ambiente in cui non risente dell'illuminazione artificiale. Le piante più vecchie tendono ad essere prive delle foglie più basse se hanno superato diversi periodi di intensa siccità, in caso di fioritura la pianta perde il portamento monopodiale ed inizia a ramificare. Le infiorescenze sfiorite presentano propaguli particolarmente sviluppati con radici ramificate, fusti ben riconoscibili e persino foglie con ulteriori propaguli.